# Najas indica
Najas indica är en dybladsväxtart som först beskrevs av Carl Ludwig von Willdenow, och fick sitt nu gällande namn av Adelbert von Chamisso. Najas indica ingår i släktet najasar, och familjen dybladsväxter. IUCN kategoriserar arten globalt som livskraftig. Inga underarter finns listade.